# Odawara
Odawara (小田原市 Odawara-shi?) es una ciudad que se encuentra en el oeste de la prefectura de Kanagawa al sur de Japón por donde corre el río Sakawagawa (酒匂川) cerca de las montañas Ashigara (足柄山) con temperaturas templadas que vienen del océano Pacífico. Su área es de 114,09 km² y su población estimada es de 195 831 (2014).

## Economía
Odawara es un importante centro comercial en el oeste de la prefectura Kanagawa, la agricultura y la pesca comercial desempeñan un papel relativamente menor en la economía local. Existen varias fábricas que incluye la industria ligera, productos químicos, productos farmacéuticos, y procesamiento de alimentos. Odawara funciona como ciudad dormitorio para Yokohama y Tokio.

## Clima
| Parámetros climáticos promedio de Odawara （1981 - 2010） | Parámetros climáticos promedio de Odawara （1981 - 2010） | Parámetros climáticos promedio de Odawara （1981 - 2010） | Parámetros climáticos promedio de Odawara （1981 - 2010） | Parámetros climáticos promedio de Odawara （1981 - 2010） | Parámetros climáticos promedio de Odawara （1981 - 2010） | Parámetros climáticos promedio de Odawara （1981 - 2010） | Parámetros climáticos promedio de Odawara （1981 - 2010） | Parámetros climáticos promedio de Odawara （1981 - 2010） | Parámetros climáticos promedio de Odawara （1981 - 2010） | Parámetros climáticos promedio de Odawara （1981 - 2010） | Parámetros climáticos promedio de Odawara （1981 - 2010） | Parámetros climáticos promedio de Odawara （1981 - 2010） | Parámetros climáticos promedio de Odawara （1981 - 2010） |
| Mes                                                       | Ene.                                                      | Feb.                                                      | Mar.                                                      | Abr.                                                      | May.                                                      | Jun.                                                      | Jul.                                                      | Ago.                                                      | Sep.                                                      | Oct.                                                      | Nov.                                                      | Dic.                                                      | Anual                                                     |
| --------------------------------------------------------- | --------------------------------------------------------- | --------------------------------------------------------- | --------------------------------------------------------- | --------------------------------------------------------- | --------------------------------------------------------- | --------------------------------------------------------- | --------------------------------------------------------- | --------------------------------------------------------- | --------------------------------------------------------- | --------------------------------------------------------- | --------------------------------------------------------- | --------------------------------------------------------- | --------------------------------------------------------- |
| Temp. máx. abs. (°C)                                      | 18.9                                                      | 26.1                                                      | 24.5                                                      | 29.7                                                      | 32.3                                                      | 35.4                                                      | 36.2                                                      | 36.6                                                      | 35.9                                                      | 31.7                                                      | 26.2                                                      | 24.0                                                      | 36.6                                                      |
| Temp. máx. media (°C)                                     | 10.5                                                      | 10.8                                                      | 13.4                                                      | 18.5                                                      | 22.3                                                      | 24.7                                                      | 28.4                                                      | 30.0                                                      | 26.7                                                      | 21.8                                                      | 17.2                                                      | 13.1                                                      | 19.8                                                      |
| Temp. media (°C)                                          | 5.3                                                       | 5.8                                                       | 8.8                                                       | 13.8                                                      | 17.8                                                      | 20.9                                                      | 24.6                                                      | 25.9                                                      | 22.7                                                      | 17.4                                                      | 12.4                                                      | 7.8                                                       | 15.3                                                      |
| Temp. mín. media (°C)                                     | 0.6                                                       | 1.0                                                       | 4.1                                                       | 9.1                                                       | 13.6                                                      | 17.6                                                      | 21.6                                                      | 22.7                                                      | 19.4                                                      | 13.6                                                      | 8.1                                                       | 3.1                                                       | 11.2                                                      |
| Temp. mín. abs. (°C)                                      | -5.7                                                      | -8.0                                                      | -4.4                                                      | -0.9                                                      | 5.3                                                       | 11.7                                                      | 14.1                                                      | 17.3                                                      | 10.4                                                      | 4.4                                                       | 0.7                                                       | -3.7                                                      | -8.0                                                      |
| Precipitación total (mm)                                  | 80.4                                                      | 94.5                                                      | 187.5                                                     | 190.3                                                     | 185.3                                                     | 244.3                                                     | 198.4                                                     | 204.3                                                     | 246.6                                                     | 205.6                                                     | 122.6                                                     | 60.2                                                      | 2020.0                                                    |
| Días de precipitaciones (≥ 1.0 mm)                        | 6.5                                                       | 7.1                                                       | 12.0                                                      | 10.8                                                      | 11.0                                                      | 13.3                                                      | 12.3                                                      | 9.5                                                       | 12.6                                                      | 11.0                                                      | 8.1                                                       | 5.5                                                       | 119.7                                                     |
| Horas de sol                                              | 164.4                                                     | 150.9                                                     | 152.5                                                     | 177.1                                                     | 171.4                                                     | 133.2                                                     | 158.9                                                     | 199.4                                                     | 134.4                                                     | 133.0                                                     | 142.4                                                     | 165.2                                                     | 1884.4                                                    |
| Fuente n.º 1: 気象庁                                      |                                                           |                                                           |                                                           |                                                           |                                                           |                                                           |                                                           |                                                           |                                                           |                                                           |                                                           |                                                           |                                                           |
| Fuente n.º 2: 観測史上1〜10位の値（年間を通じての値）     |                                                           |                                                           |                                                           |                                                           |                                                           |                                                           |                                                           |                                                           |                                                           |                                                           |                                                           |                                                           |                                                           |

## Ciudades hermanadas
- Kishiwada, Osaka, Japón (desde 26 de junio de 1968).
- Nikkō, Tochigi, Japón (desde 9 de diciembre de 1980).
- Chula Vista, California, Estados Unidos (desde 8 de noviembre de 1981).
- Manly, Nueva Gales del Sur, Australia (desde 1991).
- Shenzhen, Guangdong, China (desde 4 de febrero de 1993).